# 阿森
阿森（荷蘭語：Assen）是位于荷兰东北部的一座城市和市镇，也是德伦特省的首府，人口62,645人（2005年）。這座城市的輕工業，如紡織業和印刷業；以及服務業，如旅遊業，正在蓬勃發展，它還是德倫特省的醫療中心，聚集了各種醫療機構。
市區南方的阿森賽道為世界摩托車錦標賽荷蘭大獎賽的舉行地點。